# Mark Pollicott
Mark Pollicott (ur. 24 września 1959 w Nottingham) – brytyjsko-portugalski matematyk, od 2004 profesor University of Warwick. W pracy naukowej zajmuje się teorią ergodyczną i układami dynamicznymi oraz ich zastosowaniami do innych działów matematyki.

## Życiorys
W 1982 ukończył studia z matematyki na University of Warwick. Stopień doktora uzyskał w 1984 na tej samej uczelni, promotorem doktoratu był Bill Parry. Karierę zawodową rozpoczął na Uniwersytecie Edynburskim, w latach 1988-92 pracował w Portugalii, po czym wrócił do Wielkiej Brytanii i od 2004 jest profesorem University of Warwick.
Swoje prace publikował m.in. w „Communications in Mathematical Physics” i „American Journal of Mathematics” oraz najbardziej prestiżowych czasopismach matematycznych świata: „Annals of Mathematics” i „Inventiones Mathematicae". Był lub jest redaktorem m.in. „Nonlinearity” i „Ergodic Theory and Dynamical Systems”.
W 2014 roku wygłosił wykład sekcyjny na Międzynarodowym Kongresie Matematyków w Seulu, a w 2019 na konferencji Dynamics, Equations and Applications (DEA 2019). W 2018 zdobył prestiżowy ERC Advanced Grant.
Wypromował kilkunastu doktorów.